# Сталинская премия по Постановлению СМ СССР № 3045-1305сс от 31 декабря 1953 года
Постановление СМ СССР № 3045-1305сс «О присуждении Сталинских премий научным и инженерным работникам Министерства среднего машиностроения и других министерств и ведомств за научную и конструктивную разработку и сооружение атомного котла с замедлителем из тяжелой воды и за организацию производства тяжелой воды» от 31.12.1953 г. — документ под грифом «совершенно секретно», которым Сталинские премии присуждены 97 гражданам.

## За научное руководство работами по созданию теплообменника
Присудить Алиханьянцу Абраму Исааковичу — академику, Сталинскую премию 1-й степени в размере 300 тыс. рублей.
Премировать Алиханьянца А. И. автомашиной ЗИЛ.
Построить за счет государства и передать в собственность Алиханьянцу А. И. дачу с обстановкой.
Установить Алиханьянцу А. И. двойной оклад жалования на все время его работы по специальным заданиям.

## За расчетные и экспериментальные работы по созданию атомного котла
Сталинская премия 1-й степени:
- Владимирский Василий Васильевич — кандидат физико-математических наук.
- Померанчук Юзик Яковлевич — член-корреспондент АН СССР, в размере по 100 тыс. р. каждому,
- Галанин Алексей Дмитриевич — кандидат физико-математических наук.
- Никитин Сергей Яковлевич — доктор физико-математических наук.
- Бургов Николай Андреевич — кандидат физико-математических наук. , в размере по 50 тыс. р. каждому

Сталинская премия 2-й степени, в размере по 25 тыс. р. каждому:
- Кронрод Александр Семёнович — доктор физико-математических наук.
- Суворов Леонид Яковлевич — инженер
- Гаврилов Степан Алексеевич — инженер
- Караваев Георгий Николаевич — инженер
- Эршлер Борис Вульфович — доктор химических наук
- Мигулин Владимир Васильевич — доктор физико-математических наук.

## За инженерную разработку конструкции реактора и за проект завода
Сталинская премия 1-й степени, в размере по 50 тыс. рублей каждому:
- Кондрацкий Николай Николаевич — инженер
- Солонов Василий Николаевич — инженер
- Дмитриев Иван Дмитриевич — инженер.

Сталинская премия 2-й степени, в размере по 25 тыс. рублей каждому:
- Николаев Николай Николаевич — инженер
- Савин Николай Иванович — инженер
- Шаматов Александр Михайлович — инженер
- Лычев Григорий Дмитриевич — инженер
- Воробьёв Георгий Аркадьевич — инженер
- Каганов Даниил Владимирович — инженер
- Пытляк Павел Петрович — инженер
- Наркевич Анатолий Александрович — инженер
- Смирнов Василий Васильевич — инженер
- Макаров Александр Иванович — инженер.

Сталинская премия 3-й степени, в размере по 10 тыс. рублей каждому:
- Петров Пётр Алексеевич — инженер
- Кутаков Митрофан Матвеевич — инженер
- Кубарев Валентин Фёдорович — инженер
- Яковлев Борис Михайлович — инженер
- Дмитриев Виктор Константинович — инженер
- Гутов Александр Иванович — инженер
- Несытов Константин Иванович — инженер
- Истомин Евгений Николаевич — инженер
- Качкачев Александр Захарович — инженер
- Трифонов Виталий Николаевич — инженер
- Грязнов Павел Иванович — слесарь-монтажник
- Смирнов Михаил Владимирович — инженер
- Гурьевич Лев Александрович — инженер
- Пронин Павел Иванович — инженер (посмертно)
- Верченко Василий Романович — инженер.

## За разработку приборов контроля и системы управления атомным котлом
Сталинская премия 2-й степени, в размере по 20 тыс. рублей каждому:
- Емельянов Иван Яковлевич — инженер
- Франкштейн Симха Абрамович — инженер
- Андреев Алексей Ананьевич — инженер
- Рафальсон Исай Эрухимович — инженер
- Громов Леонид Константинович — инженер
- Лойко Александр Тимонович — инженер
- Царевский Евгений Николаевич — профессор.

Сталинская премия 3-й степени, в размере по 10 тыс. рублей каждому:
- Фадеев Евгений Николаевич — инженер
- Хусаинов Мубярякжан Абутолидович — инженер
- Морозов Серафим Михайлович — инженер
- Маслов Александр Павлович — инженер
- Львов Николай Александрович — инженер.

## За разработку технологии и изготовление отливок для реактора
Сталинская премия 3-й степени, в размере по 10 тыс. рублей каждому:
- Ливанов, Владимир Александрович — инженер
- Рогозинский, Алексей Александрович — инженер
- Кашеев, Василий Георгиевич — инженер
- Горшков, Николай Степанович — мастер-литейщик
- Депцов, Алексей Иванович — рабочий-литейщик.

## За разработку специальных турбогазодувок для реактора
Сталинская премия 3-й степени, в размере по 10 тыс. рублей каждому:
- Гойтбурд Израиль Юлианович — инженер
- Агра, Самуил Арон-Нафтальевич — инженер.

## За пуск и освоение реактора
Сталинская премия 1-й степени, в размере по 20 тыс. рублей каждому:
- Юрченко Дмитрий Сергеевич — инженер
- Кругликов Геронтий Васильевич — инженер
- Тимофеев Анатолий Ефимович — инженер
- Цветков Геннадий Савельевич — инженер
- Мукин Владимир Владимирович — инженер
- Григорьев Владимир Петрович — инженер
- Алексеев Николай Васильевич — инженер
- Морозов Иван Васильевич — инженер.

## За разработку специальной технологии изготовления заготовок для теплообменника
Сталинская премия 3-й степени, в размере по 10 тыс. рублей каждому:
- Крыгов Борис Сергеевич — инженер
- Смирнов Николай Сергеевич — инженер
- Севрук Василий Данилович — инженер
- Пуртова Татьяна Андреевна — инженер
- Штукин Николай Петрович — техник
- Синиченко Николай Никитич — инженер
- Галюк Алексей Васильевич — аппаратчик.

## За разработку проекта и сооружение опытного теплообменника
Сталинская премия 2-й степени, в размере по 20 тыс. рублей каждому:
- Христенко Пётр Иванович — гл. инж. проекта
- Шолкович Борис Михайлович — гл. конструктор
- Ермаков Георгий Викторович — инженер
- Хохлачёв Анатолий Афанасьевич — инженер
- Володин Пётр Григорьевич — инженер
- Долгий Алексей Арсентьевич — инженер.

## За разработку методов получения тяжелой воды, разработку проектов установок, а также промышленное освоение производства тяжелой воды
Сталинская премия 2-й степени в размере по 20 тыс. рублей каждому:
- Корнфельд Марк Иосифович — профессор
- Генин Лемель Шевелевич — инженер
- Милованов Анатолий Петрович — инженер

•	Боресков Георгий Константинович — д.х.н

•	Колосков Александр Иванович — инженер

•	Слепуха Тихон Фёдорович — инженер

•	Жаворонков Николай Михайлович — чл.-корр. АН СССР

•	Калинин Валерий Фёдорович — инженер

•	Рутковский Михаил Леопольдович — гл. инж. проекта

•	Палецкий Георгий Владимирович — инженер
Сталинская премия 3-й степени в размере по 10 тыс. рублей каждому:
•	Кальный Авксентий Васильевич — инженер

•	Мотылевская Ита Давыдовна — научный сотрудник

•	Закрежевская Ада Викторовна — нач. лаборатории

•	Бондарь Виктор Степанович — инженер

•	Сорокин Николай Иванович — инженер

•	Матвеев Александр Александрович — инженер

•	Малюсов Владимир Александрович — канд. хим. наук

•	Сердюк Роман Лукич — инженер

•	Стрельцов Никита Ефремович — инженер

•	Байгильдин Юсуф Магомеджанович — инженер

•	Кукуреченко Семён Лаврентьевич — инженер.